# Tritonoturris
Tritonoturris is een geslacht van weekdieren uit de klasse van de Gastropoda (slakken).

## Soorten
- Tritonoturris amabilis (Hinds, 1843)
- Tritonoturris capensis (E. A. Smith, 1882)
- Tritonoturris cumingii (Powys, 1835)
- Tritonoturris macandrewi (E. A. Smith, 1882)
- Tritonoturris menecharmes (Melvill, 1923)
- Tritonoturris obesa Kilburn, 1977
- Tritonoturris oxyclathrus (Martens, 1880)
- Tritonoturris paucicostata (Pease, 1860)
- Tritonoturris phaula Kilburn, 1977
- Tritonoturris poppei Vera-Peláez & Vega-Luz, 1999
- Tritonoturris robillardi (H. Adams, 1869)
- Tritonoturris scalaris (Hinds, 1843)
- Tritonoturris subrissoides (Hervier, 1897)